# Mahout

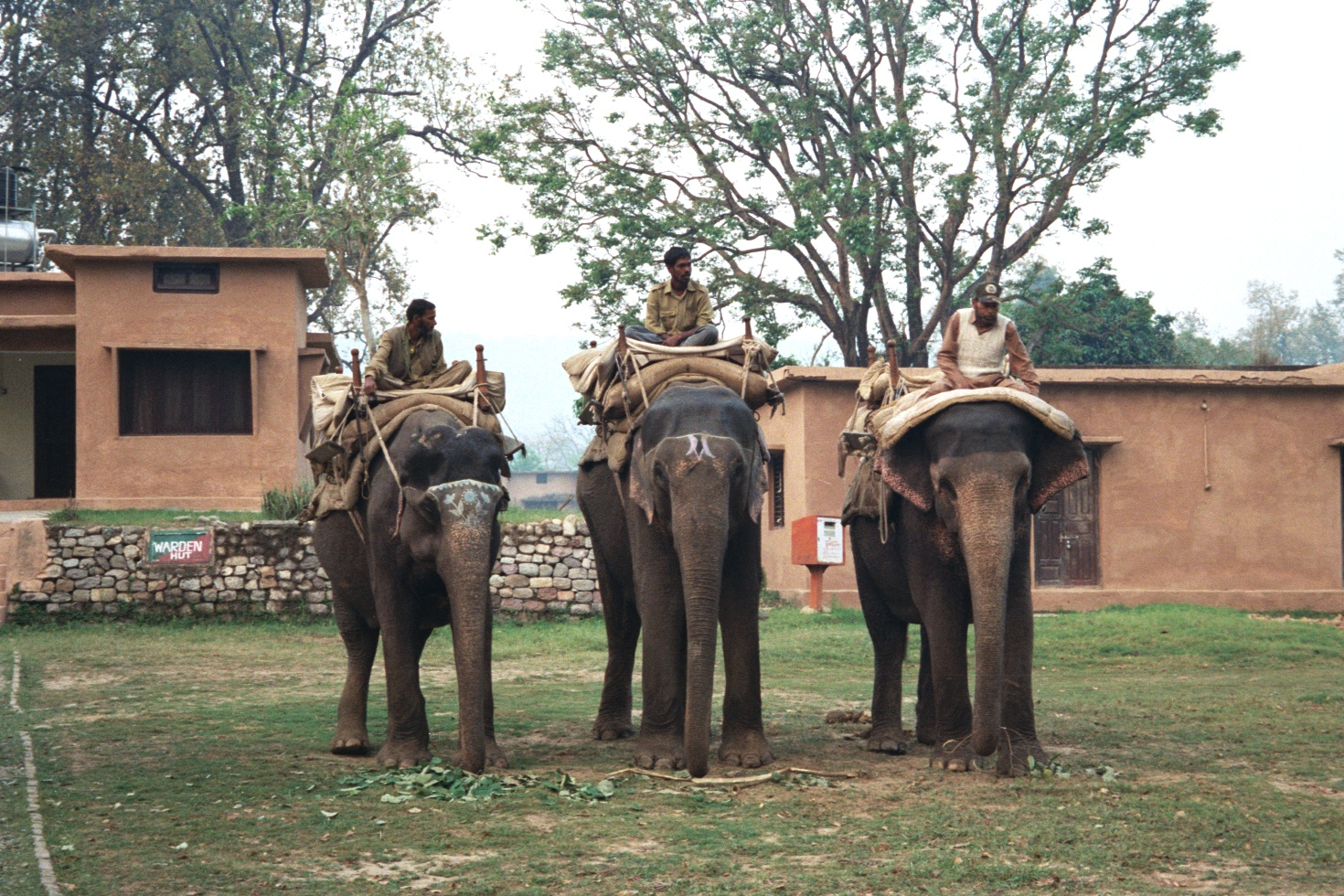
Elefanter och mahout i Indien

Mahout, (från hindins mahawat via engelskan), elefantdrivare, som sitter på elefantens rygg och styr honom med en pikstav, ankus. Han kan också sitta på huvudet med fötterna bakom elefantens öron och styra med fötterna. Det är också möjligt att han inte sitter på elefanten alls och styr den med ord.